# Milichia ludens
Milichia ludens är en tvåvingeart som först beskrevs av Johan August Wahlberg 1847.  Milichia ludens ingår i släktet Milichia och familjen sprickflugor. Arten är reproducerande i Sverige. Inga underarter finns listade i Catalogue of Life.